# Synagoga v Terezíně
Synagoga v Terezíně (též Skrytá synagoga) byla nouzovým prostorem židovské modlitebny vytvořeným v tehdejším terezínském ghettu, koncentračním táboře v pevnosti Terezín během německé okupace Čech, Moravy a Slezska. Po zrušení tábora byla zapomenuta, znovuobjevena roku 1997 a následně zpřístupněna jakožto součást expozice památníku Terezín.

## Historie

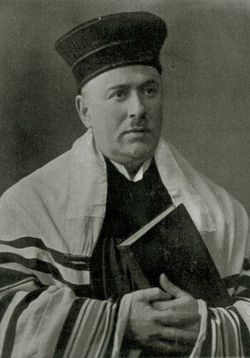
Arthur (Asher) Berlinger (předválečná fotografie)

Synagoga vznikla nejpravděpodobněji roku 1943 v prostorách přístavku na dvoře obytného domu v Dlouhé ulici č. 17 o výměře 5 × 4 metru, původně sloužícím jako kůlna. Svatyni zde vytvořil Arthur Berlinger, deportovaný německý Žid a kantor pocházející z bavorského Schweinfurtu. Ten prostor také vyzdobil nástěnnými malbami a uzpůsobil jej ke konání bohoslužeb, které zde jakožto kantor sám vedl. Setkání se zde konala i přes zákaz německých okupačního vedení tábora, které však, nejpozději do září 1944, proti nim výrazněji nezasahovaly. Bohoslužby zde patrně probíhaly i po Berlingerově transportu do vyhlazovacího tábora Osvětim roku 1944, kde téhož roku zemřel. Míst pravidelných náboženských setkávání bylo v táboře vícero, Berlingerova synagoga byla však svým uzpůsobením a rozměrem patrně nejvýznamnějším z nich.
Po skončení druhé světové války a zrušení tábora byla místnost využívána jako sklep a mj. sklad brambor. V roce 1997 byly při rekonstrukci objektu na zdech náhodně objeveny nástěnné malby a prostor zároveň ztotožněn jako synagoga díky zaznamenaným vzpomínkám obyvatel ghetta. Při velké povodni v létě 2002 byl prostor vyplaven. Po renovaci byl zpřístupněn jako součást expozice památníku Terezín.

## Architektura

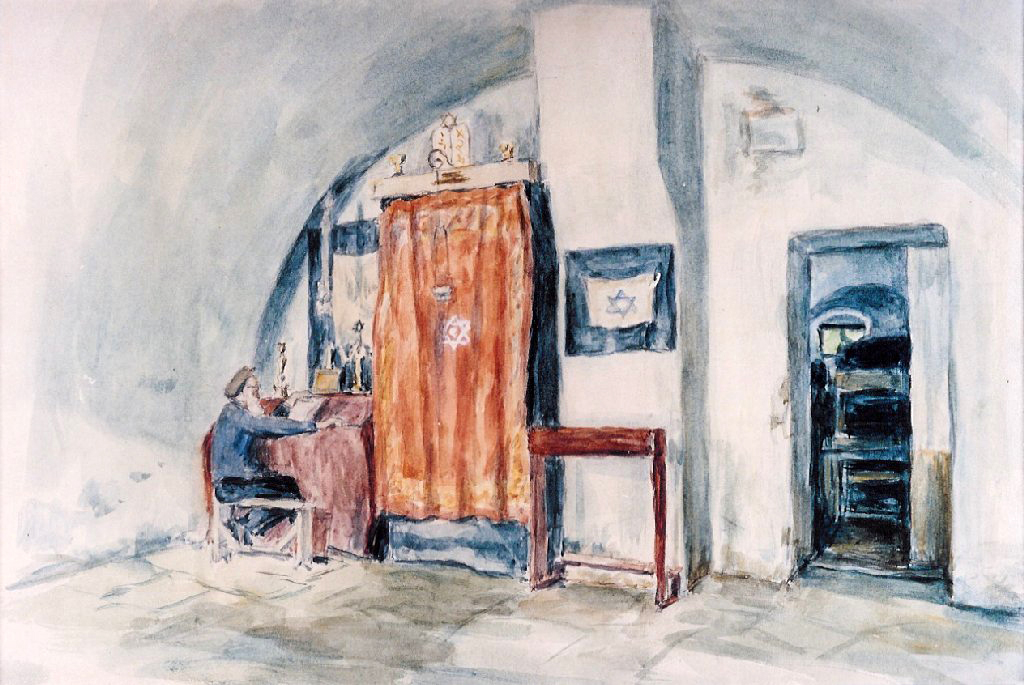
Kresba Synagoga v Terezíně Malvíny Schalkové, patrně zachycující Berlingerem zřízenou modlitebnu

Uvnitř modlitebny jsou dochovány zbytky maleb technikou polychromie, kterým dominuje červená a bílá barva. Na stěnách jsou pak vymalovány tři desky s hebrejskými nápisy, jejichž společným tématem je vyznání hříchů a žádost o Boží milosrdenství. Ve středu jedné z kleneb je zobrazena Davidova hvězda, kterou obklopuje hvězdná obloha.

## V umění
Na své kresbě Synagoga v Terezíně ji nejspíše zachytila v Terezíně vězněná česko-rakouská židovská malířka Malvína Schalková.